# Convención de Chipre
La Convención de Chipre del 4 de junio de 1878 fue un acuerdo secreto entre el Reino Unido y el Imperio otomano que concedió el control de Chipre al Reino Unido, a cambio del apoyo británico a los otomanos durante el Congreso de Berlín.
Este acuerdo fue el resultado de negociaciones secretas que tuvieron lugar a principios de 1878. La Convención fue abrogada por los británicos en noviembre de 1914, cuando ambos estados pasaron a estar en guerra entre sí en el contexto de la Primera Guerra Mundial. 

## Cesión
El sultán cedió la administración de Chipre al Reino Unido, a cambio de garantías de que los británicos utilizarían la isla como base para proteger al Imperio otomano contra una posible agresión rusa. A los británicos se les había ofrecido Chipre tres veces (en 1833, 1841 y 1845) antes de aceptarlo en 1878.
A mediados de la década de 1870, el Reino Unido y otras potencias europeas se vieron ante la tesitura de tomar medidas de prevención ante la expansión rusa en áreas controladas por el debilitado Imperio otomano. Rusia estaba tratando de llenar el vacío de poder expandiendo el imperio del zar hacia el oeste y el sur, hacia el puerto de aguas cálidas de Constantinopla y los Dardanelos. La administración británica de Chipre tenía la intención de evitar tal expansión. En junio de 1878, las negociaciones clandestinas entre los británicos y la Sublime Puerta culminaron en la Convención de Chipre, mediante la cual "Su Majestad Imperial el Sultán consiente además en que la isla de Chipre sea ocupada y administrada por Inglaterra".
Hubo cierta oposición al acuerdo en Gran Bretaña, pero no lo suficiente para impedirlo, y se estableció una administración colonial en la isla. El nacionalismo grecochipriota se hizo presente ante los nuevos gobernantes cuando, en un discurso de bienvenida en Larnaca para el primer alto comisionado británico, el obispo de Kition expresó la esperanza de que los británicos aceleraran la unificación de Chipre y Grecia como habían hecho anteriormente con las islas Jónicas. Así, los británicos se enfrentaron al principio de su administración con la realidad de que la enosis era vital para muchos grecochipriotas.
La isla servía a Gran Bretaña como una base militar clave en la ruta marítima hacia la India británica, que en ese entonces era la posesión colonial más importante del Reino Unido. En 1906 se terminó de construir un nuevo puerto en Famagusta, lo que aumentó la importancia de Chipre como puesto naval estratégico para proteger los accesos al Canal de Suez. A principios de la Primera Guerra Mundial, el Imperio otomano se unió a las Potencias Centrales y el 5 de noviembre de 1914 el Reino Unido se anexionó Chipre, poniendo fin a la convención.

## Tributo de Chipre
Los términos de la convención establecían que el excedente de los ingresos de la isla sobre los gastos del gobierno debía ser pagado como un "pago fijo anual" por Gran Bretaña al sultán. Esta disposición permitió a la Sublime Puerta afirmar que no había cedido o entregado Chipre a los británicos, sino que se había limitado a traspasar temporalmente la administración. Debido a estos términos, la acción fue descrita a veces como un arrendamiento británico de la isla. El "Tributo de Chipre" se convirtió en una fuente importante de descontento subyacente a los posteriores disturbios chipriotas.
Las negociaciones finalmente determinaron la suma del pago fijo anual en exactamente 92799 libras esterlinas, once chelines y tres peniques. El gobernador de la isla, Ronald Storrs, escribió más tarde que el cálculo de esta suma se hizo con "toda esa escrupulosa exactitud característica de las cuentas falsas". Los chipriotas no sólo pagaron el tributo, sino que también cubrieron los gastos en que incurrió la administración colonial británica, creando un drenaje constante en una economía ya de por sí pobre.
Desde el principio, la cuestión del tributo de Chipre se vio gravemente exacerbada por el hecho de que el dinero nunca se pagó a Turquía. En su lugar, fue depositado en el Banco de Inglaterra para pagar los préstamos turcos de la Guerra de Crimea (garantizados tanto por Gran Bretaña como por Francia) en los que el Imperio otomano había incumplido. Este arreglo perturbaba mucho a los otomanos y a los chipriotas. La pequeña suma sobrante se destinó a un fondo de contingencia, lo que irritó aún más a la Sublime Puerta. La opinión pública sobre Chipre sostenía que los chipriotas se veían obligados a pagar una deuda con la que no tenían ninguna relación. La agitación contra el tributo era incesante y el pago anual se convirtió en un símbolo de la opresión británica.
También hubo oposición británica al tributo. El Subsecretario de Estado para las Colonias Winston Churchill visitó Chipre en 1907 y, en un informe sobre su visita, declaró: "No tenemos derecho, excepto por fuerza mayor, a tomar un penique del tributo de Chipre para liberarnos de nuestras propias obligaciones, por desgracia contraídas". El parlamento británico pronto votó una subvención anual permanente de 50000 libras esterlinas a Chipre y redujo el tributo en consecuencia.

## Fin
Tras el estallido de la Primera Guerra Mundial, el Imperio otomano decidió unirse a las Potencias Centrales, por lo que el 5 de noviembre de 1914 los británicos se anexionaron formalmente Chipre como colonia de la Corona. Al mismo tiempo, el Jedivato de Egipto y Sudán fue declarado Sultanato de Egipto, un protectorado británico.